# Grenzorte des alemannischen Dialektraums

Das traditionelle Verbreitungsgebiet westoberdeutscher (=alemannischer) Dialektmerkmale im 19. und 20. Jahrhundert

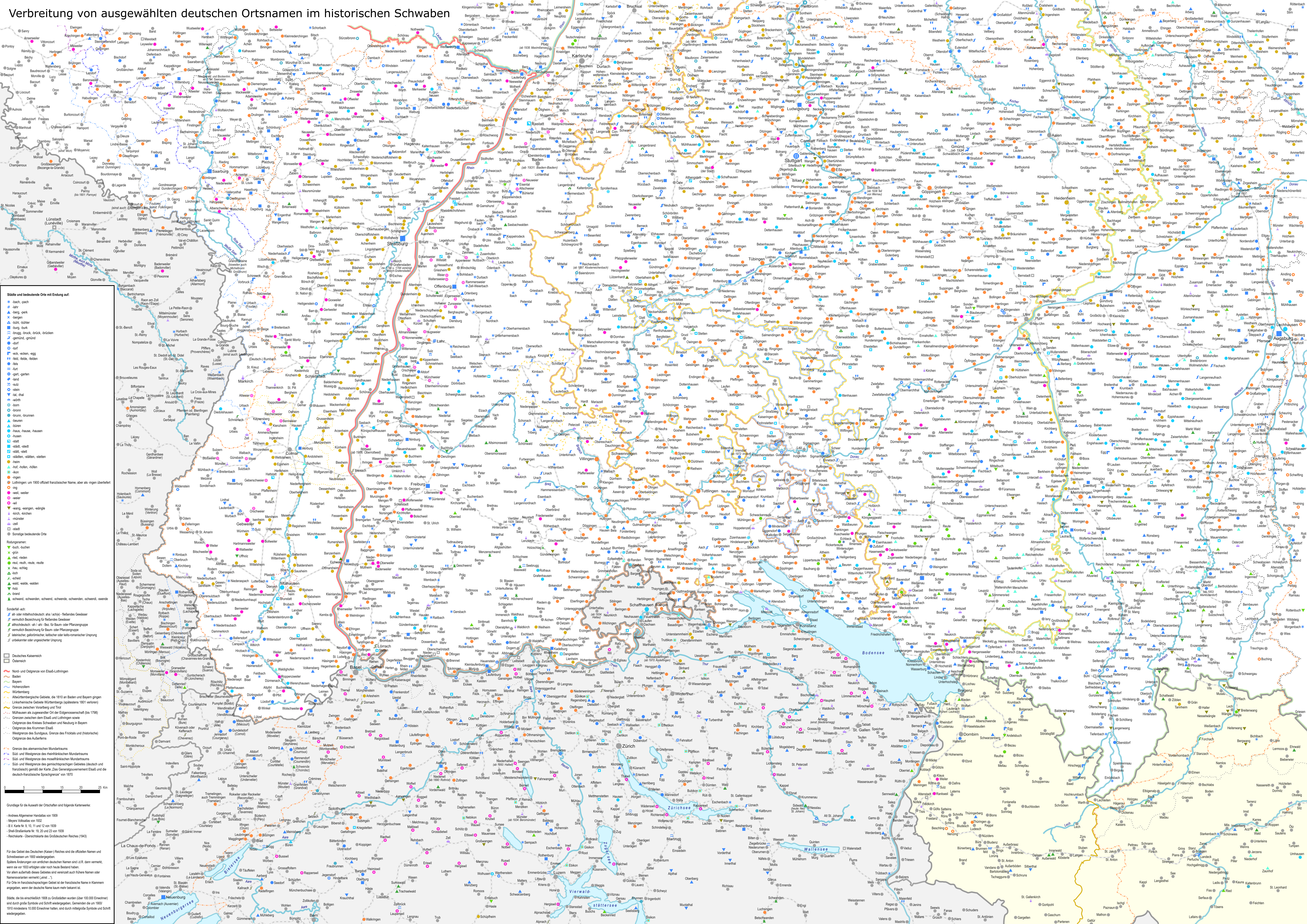
Verbreitung von ausgewählten deutschen Ortsnamen im historischen Schwaben. Außerdem ersichtlich ist die West-, Nord- und Ostgrenze des alemannischen Sprachraums.

Die germanischen und romanischen Dialektgruppen in der Region Elsass und Lothringen

Als Grenzorte des alemannischen Dialektraums können Orte bezeichnet werden, die das Gebiet, in dem Mundartmerkmale vorkommen (bzw. vorkamen), die dem Westoberdeutschen zugeordnet werden, mit Gebieten verbinden, in denen Mundartmerkmale anderen Dialektgruppen zugeordnet werden oder in denen eine andere Sprache gesprochen wird.
Im Bereich der romanischen Nachbarschaft ist eine hohe Genauigkeit erreichbar, da sich hier die Sprachen weder linguistisch noch geographisch besonders überschneiden. Im Bereich der Nachbarschaft anderer germanischer Mundarten ist diese Genauigkeit jedoch nicht zu erreichen, da Dialekträume oft nicht durch linienhafte Grenzen, sondern durch Übergangsbereiche miteinander verbunden sind: diese sind räumlich, zeitlich und soziokulturell bedingt, horizontal und vertikal ausgebildet. Abgesehen davon handelt es sich bei Dialekten um Abstraktionen, was besonders deutlich wird, wenn man versucht, Mundarten voneinander abzugrenzen. Darüber hinaus sind Sprechweisen einer steten Veränderung unterworfen. Das Verzeichnis soll sowohl gegenwärtige als auch historische Verhältnisse darstellen.

## Gliederung
Das Register beginnt und endet am Oberrhein zwischen dem linksrheinischen Beinheim und dem rechtsrheinischen Wintersdorf und folgt dem Uhrzeigersinn.
Grundsätzlich wird in der Spalte „Grenzort“ die politisch selbständige Gemeinde aufgeführt. Wenn der „Grenzort“ nicht selbst eine unabhängige Kommune darstellt, wird diese in der Bemerkungsspalte genannt. Wenn es zur besseren Erfassung der Siedlungs- oder Gemarkungsstruktur nötig sein könnte, werden in der Bemerkungsspalte zudem zu einer Gemeinde gehörende Ortsteile erwähnt.
Das Verzeichnis ist, wie aus den Überschriften zu den einzelnen Tabellen zu entnehmen ist, gegliedert nach diesen drei Kategorien:
1. Aktuelle bzw. historische Staaten bzw. Staatsteile:
- Früheres Land Baden
- Früheres Land Württemberg
- Bundesland Bayern
- Bundesland Tirol
- Bundesland Vorarlberg
- Kanton Graubünden
- Kanton St. Gallen
- Kanton Glarus
- Kanton Uri
- Kanton Wallis
- Kanton Tessin
- Kanton Bern
- Kanton Freiburg
- Kanton Solothurn
- Kanton Jura
- Kanton Basel-Landschaft
- Département Haut-Rhin
- Département Bas-Rhin
- Region Lothringen

2. Wichtigste Dialektgruppen:
- Niederalemannisch (unterteilt in Oberrheinalemannisch und Bodenseealemannisch)
- Schwäbisch-fränkische Übergangsmundart
- Schwäbisch
- Schwäbisch-bairische Übergangsmundart
- Hochalemannisch
- Höchstalemannisch

3. Nachbardialekte bzw. Nachbarsprachen:
- Rheinfränkisch
- Südfränkisch
- Ostfränkisch
- Bairisch
- Rätoromanische Sprachen (siehe auch Linkliste)
- Italienisch
- Französisch (siehe auch Patois und Welche)

## Baden-Württemberg

### Baden, Oberrheinalemannisch zu Südfränkisch

#### Zwischen Rhein und Schwarzwald
Die hier gewählten Dialektgrenzen im rechtsrheinischen Teil der Oberrheinischen Tiefebene folgen hier der Grenze zwischen mehreren Ämtern der bis 1771 bestehenden Markgrafschaft Baden-Baden (Ämter Eberstein und Rastatt im Süden, Amt Ettlingen im Norden) sowie der aktuellen Grenze zwischen den Landkreisen Rastatt und Karlsruhe (Ausnahme: Waldprechtsweier). Man nimmt an, dass die etwas südlicher verlaufenden Flüsse Murg und Oos ab etwa 500 die politische Grenze zwischen eher alemannischen und eher fränkischen Einflussbereichen bildeten (u. a. Grenze der Bistümer Straßburg und Speyer).
Die hier als alemannischsprachig ausgewiesenen Orte weisen zahlreiche südfränkische Einflüsse auf.
Wintersdorf, Ottersdorf und Plittersdorf bilden zusammen das sog. Ried.
Abkürzungen: Gde. = Gemeinde.
| Grenzort               | Bemerkung |
| ---------------------- | --- |
| Wintersdorf            | Gde. Rastatt |
| Ottersdorf             | Gde. Rastatt |
| Plittersdorf           | Gde. Rastatt |
| Steinmauern            | |
| Elchesheim             | Gde. Elchesheim-Illingen |
| Illingen               | Gde. Elchesheim-Illingen |
| Au am Rhein            | |
| Würmersheim            | Gde. Durmersheim |
| Bickesheim(er Kloster) | Gde. Durmersheim. Die alte Siedlung Bickesheim wurde etwa im 13. Jahrhundert verlassen. Das „neue“ Bickesheim bildete sich erst im 20. Jahrhundert als Nordteil Durmersheims rund um die gleichnamige, ursprünglich solitär liegende, im 15. Jahrhundert gegründete Kirche Bickesheim. |
| Durmersheim            | |
| Bietigheim             | |
| Muggensturm            | |
| Waldprechtsweier       | Gde. Malsch NA. |

#### Westlicher Schwarzwald
Hier folgt die gewählte Grenzlinie größtenteils der Grenze zwischen altbadischen (alemannischen) und altwürttembergischen (südfränkischen) Orten. So besitzt auch das im Murgtal liegende Loffenau überwiegend fränkische Sprachmerkmale.
Abkürzungen: Gde. = Gemeinde.
| Grenzort    | Bemerkung                           |
| ----------- | ----------------------------------- |
| Freiolsheim | Gde. Gaggenau                       |
| Mittelberg  | Markung Freiolsheim, Gde. Gaggenau  |
| Moosbronn   | Markung Freiolsheim, Gde. Gaggenau  |
| Michelbach  | Gde. Gaggenau                       |
| Sulzbach    | Gde. Gaggenau                       |
| Ottenau     | Gde. Gaggenau                       |
| Hörden      | Gde. Gaggenau                       |
| Gernsbach   |                                     |
| Scheuern    | Gde. Gernsbach                      |
| Lautenbach  | Gde. Gernsbach                      |
| Reichental  | Gde. Gernsbach                      |
| Dürreych    | Markung Kaltenbronn, Gde. Gernsbach |
| Kaltenbronn | Gde. Gernsbach                      |

### Württemberg und Baden, Schwäbisch-Fränkisch zu Süd- und Ostfränkisch
Vom Schwarzwald über den Neckarraum bis hin zum Schwäbisch-Fränkischen Wald findet sich ein Gebiet, in dem sich Sprachmerkmale mischen, die als schwäbisch oder fränkisch gelten. Dieser Übergangsbereich schließt nach Süden auch Calw und Weil der Stadt mit ein, wird nach Osten hin jedoch immer schmaler, bis er südwestlich des fränkischen Löwenstein, wo sich auch der Grenzbereich zwischen süd- und ostfränkisch befindet, endet.

#### Württemberg und Baden, Schwäbisch-Fränkisch zu Südfränkisch
Dieses Übergangsgebiet herrscht auch im nordöstlichen Schwarzwald sowie in der offenen Torlandschaft zwischen Schwarzwaldnordgrenze und Heuchelberg, unbeachtet der hier laufenden historischen und aktuellen politischen Grenzen zwischen Württemberg und Baden. Die Isoglossen verlaufen hier gern in der Nähe der Wasserscheide zwischen Rhein und Neckar.
Dialektbenennungen wie „badisch“ oder „schwäbisch“ sind auch hier, ebenso wie in vielen anderen Teilen Badens, äußerst problematisch, da es badische (hier alias südfränkische) Orte mit starken schwäbischen Sprachmerkmalen gibt (z. B. Tiefenbronn), andererseits württembergische (alias „schwäbische“) Orte, in denen starke südfränkische Einflüsse vorherrschen (z. B. Knittlingen) oder gar nur südfränkisch „gemundartet“ wird (z. B. Straubenhardt).
Abkürzungen: B. = Baden, Gde. = Gemeinde, NA = nichtalemannische Gemeinde.
| Grenzort         | Bemerkungen |
| ---------------- | --- |
| Sprollenhaus     | Gde. Bad Wildbad |
| Bad Wildbad      | |
| Calmbach         | Gde. Bad Wildbad |
| Höfen an der Enz | |
| Neuenbürg        | |
| Birkenfeld       | |
| Brötzingen       | B. Gde. Pforzheim |
| Pforzheim        | B. |
| Ispringen        | B. |
| Eisingen         | B. |
| Göbrichen        | B. Gde. Neulingen |
| Bauschlott       | B. Gde. Neulingen |
| Ölbronn          | Gde. Ölbronn-Dürrn |
| Kleinvillars     | Gde. Knittlingen |
| Ruit             | B. Gde. Bretten NA. Altwürttembergisch (Klosteramt Maulbronn), erst Anfang des 19. Jahrhunderts zu Baden. In den 1970er Jahren nach Bretten eingemeindet, der historisch südlichsten kurpfälzischen Stadt. |
| Knittlingen      | |
| Großvillars      | Gde. Oberderdingen |
| Oberderdingen    | |

#### Württemberg, Schwäbisch-Fränkisch zu Südfränkisch
Im Neckarland (württembergisches „Unterland“) zeigen die Grenzlinien westlich des Neckars eine Nähe zur altwürttembergischen Nordgrenze. Wichtige neuwürttembergische südfränkische Orte wie Heilbronn nehmen durch Zuwanderung aus der dicht besiedelten Region Stuttgart immer mehr schwäbische Sprachmerkmale auf.
Abkürzungen: Gde. = Gemeinde, NA = nichtalemannische Gemeinde.
| Grenzort          | Bemerkung             |
| ----------------- | --------------------- |
| Sternenfels       |                       |
| Leonbronn         | Gde. Zaberfeld        |
| Ochsenburg        | Gde. Zaberfeld        |
| Michelbach        | Gde. Zaberfeld        |
| Kleingartach      | Gde. Eppingen NA.     |
| Niederhofen       | Gde. Schwaigern NA.   |
| Haberschlacht     | Gde. Brackenheim      |
| Neipperg          | Gde. Brackenheim      |
| Nordhausen        | Gde. Nordheim         |
| Nordheim          |                       |
| Lauffen am Neckar |                       |
| Neckarwestheim    |                       |
| Schozach          | Gde. Ilsfeld          |
| Wüstenhausen      | Gde. Ilsfeld          |
| Untergruppenbach  |                       |
| Donnbronn         | Gde. Untergruppenbach |
| Obergruppenbach   | Gde. Untergruppenbach |
| Oberheinriet      | Gde. Untergruppenbach |
| Vorhof            | Gde. Untergruppenbach |

#### Württemberg, Schwäbisch-Fränkisch zu Ostfränkisch
Auch hier, im westlichen Schwäbisch-Fränkischen Wald, existiert eine Nähe der wichtigsten Sprachgrenzen zur Nordgrenze Altwürttembergs. Aufgrund der besonderen Siedlungsstruktur – dem Überwiegen von Weilern und Höfen – lassen sich besondere „Grenzorte“ schwieriger fassen, da die Sprachmerkmale von Klein- und Kleinstsiedlungen weniger gut erforscht sind und sich schneller ändern können als die von größeren Kommunen mit freier Gemarkung.
Abkürzungen: OT = Ortsteil, Gde. = Gemeinde, NA = nichtalemannische Gemeinde.
| Grenzort         | Bemerkung                                              |
| ---------------- | ------------------------------------------------------ |
| Oberheinriet     | Gde. Untergruppenbach                                  |
| Vorhof           | Gde. Untergruppenbach                                  |
| Beilstein        | OT Farnersberg, Etzlenswenden, Kaisersbach, Stocksberg |
| Neulautern       | Gde. Wüstenrot NA                                      |
| Vorderbüchelberg | Gde. Spiegelberg                                       |
| Altfürstenhütte  | Gde. Großerlach                                        |
| Großerlach       |                                                        |
| Grab             | Gde. Großerlach                                        |

### Württemberg, Schwäbisch zu Ostfränkisch
Zwischen Murrhardt und der württembergisch-bayrischen Landesgrenze gilt die Dialektgrenze als besonders gut ausgebildet. Im Bereich des Kochers verlaufen die Isoglossen quer durch das Limpurger Land. Weiter östlich und im Bereich der Jagst gilt die Nordgrenze und der Einfluss der Fürstpropstei Ellwangen als sprachgrenzbildend.
Abkürzungen: OT = Ortsteile, Gde. = Gemeinde, NA = nichtalemannische Gemeinde.
| Grenzort        | Bemerkung                           |
| --------------- | ----------------------------------- |
| Steinberg       | Gde. Murrhardt                      |
| Fornsbach       | Gde. Murrhardt                      |
| Plapphof        | Gde. Fichtenberg NA.                |
| Kirchenkirnberg | Gde. Murrhardt                      |
| Eichenkirnberg  | Gde. Gschwend                       |
| Gschwend        |                                     |
| Frickenhofen    | Gde. Gschwend                       |
| Sulzbach        | Gde. Sulzbach-Laufen                |
| Geifertshofen   | Gde. Bühlerzell                     |
| Bühlertann      |                                     |
| Hinteruhlberg   | Gde. Frankenhardt NA.               |
| Rosenberg       |                                     |
| Stimpfach       | OT Hörbühl, Stimpfach, Siglershofen |
| Finkenberg      | Gde. Jagstzell                      |
| Matzenbach      | Gde. Fichtenau NA.                  |
| Oberdeufstetten | Gde. Fichtenau NA.                  |
| Schönbronn      | Gde. Wört                           |

## Bayern
In Bayern zieht sich der Grenzbereich der alemannischen Mundarten zuerst in West-Ost-Orientierung vom Südrand der Frankenhöhe nördlich des Ries zum Westrand der Fränkischen Alb, um dann von dem Ort, an dem sich alemannische, fränkische und bairische Mundarten begegnen (in etwa westlich von Treuchtlingen), in Nord-Süd-Orientierung umzuschwenken. Zwischen der württembergisch-bayerischen Grenze und der Donau haben sich breitere Gebiete ausgebildet, in denen sich alemannische mit fränkischen bzw. bairischen Dialektkennzeichen mischen (Dinkelsbühl, Hesselberg, Wemding). Als Trennlinie zwischen dem eher schwäbisch gekennzeichneten schwäbisch-ostfränkischen Übergangsgebiet und dem ostfränkischen Dialektraum kann die Isoglosse herangezogen werden, die „Daag“/„däät“ von „Doog“/„daat“ trennt (standarddt. „Tag“/„täte“).
Im Alpenvorland orientiert sich der Grenzbereich zwischen der Donau und der Staatsgrenze an den Alpen nun zudem am Verlauf des Lech. Während der Grenzbereich der Mundarten zwischen der Donau und Augsburg sehr stark ausgebildet ist und man hier daher von einer ausgeprägten Sprachgrenze entlang des Lech sprechen kann, ist der Grenzbereich zwischen west- und ostoberdeutschen Mundartmerkmalen südlich von Augsburg weniger markant. Hier hat sich vor allem östlich des Lech (nach Osten hin bis zum Ammersee) eine breite Übergangszone ausgebildet, deren Mundarten teilweise unter dem Begriff Lechrainer Dialekt zusammengefasst werden kann. In diesem Übergangsgebiet, das sich südlich nach Tirol fortsetzt (Außerferngebiet, siehe unten) kann man ein Gebiet, in dem schwäbische Mundartmerkmale überwiegen, von einem Gebiet unterscheiden, in dem bairische Dialektkennzeichen dominieren. Diese Gebiete können durch die Isoglosse geschieden werden, die schwäbisches „diar“/„ui(b)“ von bairischem „es“/„enk“ trennt (standarddt. „ihr“/„euch“). Diese Linie folgt zwischen Augsburg und Schongau ebenfalls dem Lech. Südlich von Schongau und in Tirol zieht sie etwas östlich des Lech (um in Tirol südlich von Weißenbach am Lech das Lechtal zu queren und in den Allgäuer Alpen den niederalemannischen Dialektraum zu erreichen).
Es ist davon auszugehen, dass sich Schwäbisch-Alemannisch und Bairisch anfangs (6.–8. Jahrhundert) kaum voneinander unterschieden. Auch archäologische Befunde zeigen die kulturelle Gleichartigkeit beispielsweise links und rechts des unteren Lech (Westlich-merowingischer Kreis), heute eine starke Dialektgrenze. Weiterer Anhaltspunkt ist die weit östlich des Lech verlaufende Ostgrenze des Bistums Augsburg. Der Wandel kam erst in den Jahrhunderten nach der Sesshaftwerdung der germanischen (und anderen) Bevölkerungsgruppen und ging vom bairischen Raum aus. Es entstanden im Südosten des bairischen Raums (offenbar unter Einfluss benachbarter slawischer Sprachen) sprachliche Neuerungen, die sich west- und nordwärts ausbreiteten. Am Lech hatte sich mittlerweile eine kräftige und beständige politische Grenze entwickelt, die das einheitliche Gebiet des Herzogtums Bayern vom politisch zersplitterten Raum des späteren Schwäbischen Kreises trennte. Auch die natürlichen Bedingungen – die Überschwemmungsgebiete des Lech – förderten den Umstand, dass zwischen den Gemeinden links und rechts des Lech weniger bis kein sprachlicher Austausch mehr stattfand. Am Lech kamen die aus Osten kommenden Sprachbewegungen zum Stillstand. Östlich des mittleren Lech, im Lechrain, erhielten sich etwas mehr der älteren Sprachmerkmale als östlich des unteren Lech (eventuell aufgrund von Ammersee, Starnberger See und anderer natürlicher Hindernisse). In Tirol könnte der Fernpass ein entsprechendes Hindernis dargestellt haben; die bairischen Mundarten im Tiroler Lechtal südlich des Bezirks Reutte hängen wohl mit der späteren, direkten Besiedlung aus dem bairisch sprechenden Oberinntal zusammen.

### Bezirk Mittelfranken, Schwäbisch-Fränkisch zu Ostfränkisch
Abkürzungen: OT = Ortsteile, Gde. = Gemeinde, NA = nichtalemannische Gemeinde.
| Grenzort         | Bemerkung                                                               |
| ---------------- | ----------------------------------------------------------------------- |
| Wolfertsbronn    | Gde. Dinkelsbühl                                                        |
| Segringen        | Gde. Dinkelsbühl                                                        |
| Seidelsdorf      | Gde. Dinkelsbühl                                                        |
| Dinkelsbühl      |                                                                         |
| Gersbronn        | Gde. Dinkelsbühl                                                        |
| Dürrwangen       | OT Hopfengarten, Neuses, Flinsberg, Sulzach, Dürrwangen, Witzmannsmühle |
| Langfurth        | OT Neumühle, Oberkemmathen, Stöckau, Matzmannsdorf, Schlierberg         |
| Ehingen          | OT Beyerberg, Friedrichsthal, Brunn, Ehrenschwinden, Hammerschmiede     |
| Dennenlohe       | Gde. Unterschwaningen                                                   |
| Oberschwaningen  | Gde. Unterschwaningen                                                   |
| Unterschwaningen |                                                                         |
| Kröttenbach      | Gde. Unterschwaningen                                                   |
| Altentrüdingen   | Gde. Wassertrüdingen                                                    |
| Wassertrüdingen  |                                                                         |
| Schobdach        | Gde. Wassertrüdingen                                                    |
| Geilsheim        | Gde. Wassertrüdingen                                                    |

### Bezirke Mittelfranken und Schwaben, Schwäbisch zu Ostfränkisch
Abkürzungen: M = Mittelfranken, Gde. = Gemeinde, NA = nichtalemannische Gemeinde.
| Grenzort       | Bemerkung          |
| -------------- | ------------------ |
| Westheim       | M.                 |
| Hohentrüdingen | M. Gde. Heidenheim |
| Roßmeiersdorf  | M. Gde. Westheim   |
| Zirndorf       | Gde. Auhausen      |
| Hüssingen      | M. Gde. Westheim   |
| Unterappenberg | Gde. Megesheim     |
| Oberappenberg  | M. Gde. Polsingen  |
| Ursheim        | M. Gde. Polsingen  |
| Polsingen      | M.                 |
| Hagau          | Gde. Wolferstadt   |
| Wolferstadt    |                    |
| Rothenberg     | Gde. Wolferstadt   |
| Zwerchstraß    | Gde. Wolferstadt   |
| Weilheimerbach | Gde. Otting        |
| Weilheim       | Stadt Monheim NA.  |
| Rehau          | Stadt Monheim NA.  |

### Bezirk Schwaben, Schwäbisch zu Bairisch

#### Nördlich der Donau
Abkürzungen: Gde. = Gemeinde, NA = nichtalemannische Gemeinde.
| Grenzort    | Bemerkung                              |
| ----------- | -------------------------------------- |
| Rehau       | Stadt Monheim NA.                      |
| Rothenberg  | Stadt Monheim NA.                      |
| Kreut       | Stadt Monheim NA.                      |
| Flotzheim   | Stadt Monheim NA.                      |
| Itzing      | Stadt Monheim NA.                      |
| Bergstetten | Markt Kaisheim                         |
| Unterbuch   | Gde. Daiting NA.                       |
| Baierfeld   | Gde. Buchdorf                          |
| Buchdorf    |                                        |
| Hafenreut   | Markt Kaisheim                         |
| Graisbach   | Gde. Marxheim NA.                      |
| Lechsend    | Gemarkung Graisbach, Gde. Marxheim NA. |
| Leitheim    | Markt Kaisheim                         |
| Altisheim   | Markt Kaisheim                         |

#### Südlich der Donau
Abkürzungen: Gde. = Gemeinde, NA = nichtalemannische Gemeinde.

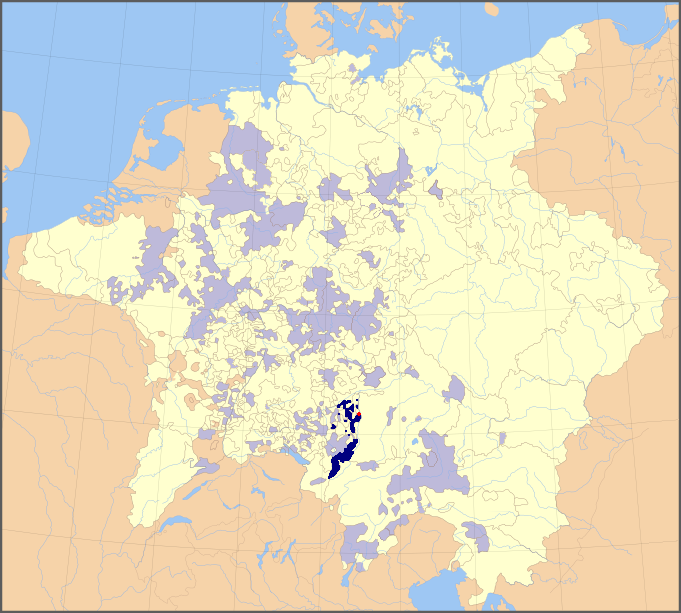
Hoheitsgebiet des Hochstifts Augsburg entlang des schwäbisch-bairischen Sprachgrenzsaums (1648)

| Grenzort          | Bemerkung |
| ----------------- | --- |
| Genderkingen      | 1478 zur Reichsabtei Kaisheim, 1803 zu Bayern. Zu Genderkingen gehört die aus den sieben Höfen Bauernhannes, Breitwangerhof, Brenner, Donaulenz, Eichmühle, Heicheltoni und Lehenbauer bestehende Siedlungseinheit Wörthen nördlich des Dorfes.                                               |
| Oberndorf am Lech | Von Genderkingen aus besiedelt. 1533 an die Fugger, 1806 an Bayern. |
| Ellgau            | 1753 an die Fugger, 1803 an Bayern. |
| Ostendorf         | Gde. Meitingen. 1972 nach Meitingen eingemeindet. |
| Waltershofen      | Gde. Meitingen. 1972 nach Meitingen eingemeindet. |
| Meitingen         | 1803 an Bayern. |
| Herbertshofen     | Gde. Meitingen. 1972 nach Meitingen eingemeindet. |
| Langweid am Lech  | 1803 an Bayern. |
| Stettenhofen      | Gde. Langweid am Lech. 1970 nach Langweid eingemeindet. |
| Gersthofen        | Bis 1803 zum Hochstift Augsburg, dann zu Bayern. |
| Lechhausen        | Gde. Augsburg. Um 800 im Besitz des Augsburger Bischofs. 1395 ans Domkapitel Augsburg. 1603 zu Bayern, 1705 für 14 Jahre an die Reichsstadt Augsburg. 1900 Stadtrecht, 1913 nach Augsburg eingemeindet.                                                                                       |
| Hochzoll          | Gde. Augsburg. Gebiet ursprünglich Teil von Friedberg (Lech Grenze zu Augsburg). Ab 1803 Besiedlung u. a. durch protestantische Kolonisten aus dem Nördlinger Ries. 1818 selbständige Gemeinde Friedbergerau, die sich 1905 in Hochzoll umbenannte und 1913 nach Augsburg eingemeindet wurde. |
| Siebenbrunn       | Gde. Augsburg. Bereits vor 1803 Teil Bayerns. Selbständige Gemeinde unter dem Namen Meringerau. 1910 als „Siebenbrunn“ nach Augsburg eingemeindet. |
| Haunstetten       | Gde. Augsburg. 1012–1803 zur Reichsabtei St. Ulrich und Afra in Augsburg, dann zu Bayern. 1952 Stadt, 1972 nach Augsburg eingemeindet. |
| Königsbrunn       | Entstand erst im 19. Jahrhundert, 1842 Gemeindegründung. |
| Oberottmarshausen | 1803 an Bayern. |
| Kleinaitingen     | Bis 1803 zum Hochstift Augsburg, 1806 an Bayern. |
| Graben            | Im Frühmittelalter von Schwabmünchen aus besiedelt. 1803 an Bayern. |
| Klosterlechfeld   | Ort entstand im 17. Jahrhundert. 1803 vom Kloster Lechfeld an den Deutschen Orden, 1806 an Bayern. 1928 selbständige Gemeinde (vorher zu Untermeitingen). |

### Bezirk Oberbayern, Schwäbisch-Bairisch zu Bairisch
Abkürzungen: Gde. = Gemeinde.
| Grenzort    | Bemerkung              |
| ----------- | ---------------------- |
| Schwabstadl | Gde. Obermeitingen     |
| Hurlach     |                        |
| Unterigling | Gde. Igling            |
| Erpfting    | Gde. Landsberg am Lech |
| Ellighofen  | Gde. Landsberg am Lech |
| Unterdießen |                        |
| Dornstetten | Gde. Unterdießen       |
| Seestall    | Gde. Fuchstal          |
| Lechmühlen  | Gde. Fuchstal          |
| Denklingen  |                        |
| Epfach      | Gde. Denklingen        |
| Kinsau      |                        |
| Hohenfurch  |                        |
| Schongau    |                        |
| Peiting     |                        |
| Steingaden  |                        |
| Prem        |                        |

### Bezirk Schwaben, Schwäbisch-Bairisch zu Bairisch
Abkürzungen: Gde. = Gemeinde.
| Grenzort       | Bemerkung      |
| -------------- | -------------- |
| Trauchgau      | Gde. Halblech  |
| Halblech       |                |
| Buching        | Gde. Halblech  |
| Schwangau      |                |
| Hohenschwangau | Gde. Schwangau |
| Neuschwanstein | Gde. Schwangau |

## Österreich und Bayern

### Österreich (Tirol) und Bayern (Bezirk Schwaben), Schwäbisch und Niederalemannisch zu Bairisch
Abkürzungen: BY = Bayern, N = Niederalemannisch, Gde. = Gemeinde, OT = Ortsteile der Gemeinde
| Grenzort           | Bemerkung                             |
| ------------------ | ------------------------------------- |
| Ammerwald          | Gde. Reutte                           |
| Am Plansee         | Gde. Breitenwang                      |
| Heiterwang         |                                       |
| Bichlbach          | OT Wengle, Lähn, Rautängerle          |
| Berwang            | OT Bichlbächle, Mitteregg             |
| Weißenbach am Lech |                                       |
| Hinterstein        | N. BY. Gde. Bad Hindelang             |
| Hinterhornbach     | N.                                    |
| Oberstdorf         | N. BY. OT Spielmannsau und Einödsbach |

### Österreich, Tirol und Vorarlberg, Höchstalemannisch zu Bairisch
Abkürzungen: V = Vorarlberg, Gde. = Gemeinde.
| Grenzort   | Bemerkung         |
| ---------- | ----------------- |
| Hägerau    | Gde. Steeg        |
| Steeg      |                   |
| Lechleiten | Gde. Steeg        |
| Warth      | V.                |
| Lech       | V.                |
| Zürs       | V. Gde. Lech      |
| Stuben     | V. Gde. Klösterle |
| St. Anton  |                   |
| St. Jakob  | Gde. St. Anton    |
| Ischgl     |                   |

### Österreich, Tirol und Vorarlberg, Höchstalemannisch zu Vallader
Abkürzungen: V = Vorarlberg, Gde. = Gemeinde.
| Grenzort | Bemerkung        |
| -------- | ---------------- |
| Ischgl   |                  |
| Mathon   | Gde. Ischgl      |
| Galtür   |                  |
| Partenen | V. Gde. Gaschurn |

## Schweiz (Kantone Graubünden, St. Gallen, Glarus, Uri)

### Kanton Graubünden, Hoch-/Höchstalemannisch zu Vallader/Surmiran/Sutsilvan
Abkürzungen: H = Hochalemannisch, SM = zu Surmiran, ST = zu Sutsilvan, PG = politische Gemeinde.
| Grenzort   | Bemerkungen   |
| ---------- | ------------- |
| Klosters   |               |
| Davos      |               |
| Monstein   | PG Davos      |
| Wiesen     | SM.           |
| Schmitten  | SM.           |
| Arosa      | SM.           |
| Parpan     | H. SM. ST.    |
| Churwalden | H. ST.        |
| Malix      | H. ST.        |
| Chur       | H. ST.        |
| Felsberg   | H. ST.        |
| Tamins     | ST.           |
| Kunkels    | ST. PG Tamins |

### Kanton Graubünden, Höchstalemannisch zu Romanisch, Enklaven
Die Orte dieses Abschnitts bilden Enklaven und sind von Orten des traditionellen rätoromanischen Sprachgebiets Graubündens (TR) oder von italienischsprachigen Orten umgeben. Der TR wird nach Furer 2005 vor allem durch mehrheitliche Romanischsprachigkeit während der Frühneuzeit definiert. Grenzfälle sind Thusis und Sils im Domleschg, die vermutlich erst seit dem frühen 19. Jahrhundert mehrheitlich deutschsprachig sind.
Avers und Obersaxen liegen mit ihrer Gemarkung jeweils solitär im TR. Die Bänne aller anderen Kommunen stoßen aneinander, wenn auch in mehreren, teilweise krass voneinander geschiedenen Talschaften liegend. Mutten ist bis zur Germanisierung von Sils im Domleschg als Solitär zu betrachten.
Abkürzungen: SM = zu Surmiran, ST = zu Sutsilvan, IT = zu Italienisch, SR = zu Sursilvan.
| Grenzort          | Bemerkungen                                                   | geographische Lage                                       |
| ----------------- | ------------------------------------------------------------- | -------------------------------------------------------- |
| Avers             | IT./SM./ST.                                                   | Solitär (Ferreratal)                                     |
| Mutten            | SM./ST.                                                       | Solitär während der Romanischsprachigkeit Sils’ (Schyn). |
| Sils im Domleschg | SM./ST. Vermutlich erst im 19. Jh. mehrh. germanischsprachig. | Domleschg                                                |
| Rongellen         | SM./ST.                                                       | Schams                                                   |
| Thusis            | ST. Erst im 19. Jh. mehrh. germanischsprachig.                | Heinzenberg                                              |
| Masein            | ST.                                                           | Heinzenberg                                              |
| Urmein            | ST.                                                           | Heinzenberg                                              |
| Tschappina        | ST.                                                           | Heinzenberg                                              |
| Sufers            | ST./IT.                                                       | Rheinwald                                                |
| Splügen           | IT.                                                           | Rheinwald                                                |
| Medels            | IT.                                                           | Rheinwald                                                |
| Nufenen           | IT.                                                           | Rheinwald                                                |
| Hinterrhein       | IT.                                                           | Rheinwald                                                |
| Vals              | IT./SR.                                                       | Valser Tal                                               |
| St. Martin        | SR.                                                           | Valser Tal                                               |
| Safien            | SR./ST.                                                       | Safiental                                                |
| Tenna             | SR./ST.                                                       | Safiental                                                |
| Versam            | SR./ST.                                                       | Vorderrheintal (Surselva)                                |
| Valendas          | SR.                                                           | Vorderrheintal (Surselva)                                |
| Obersaxen         | SR.                                                           | Solitär (Vorderrheintal/Surselva)                        |

### Kanton St. Gallen, Hochalemannisch zu Sutsilvan
Abkürzungen: PG = politische Gemeinde.
| Grenzort   | Bemerkung  |
| ---------- | ---------- |
| Vättis     | PG Pfäfers |
| St. Martin | PG Pfäfers |

### Kanton Glarus, Höchstalemannisch zu Sursilvan
Abkürzungen: PG = politische Gemeinde.
| Grenzort | Bemerkung     |
| -------- | ------------- |
| Elm      |               |
| Linthal  |               |
| Tierfehd | PG Glarus Süd |

### Kanton Uri, Höchstalemannisch zu Sursilvan bzw. Italienisch
Abkürzungen: IT = zu Italienisch, OT = Ortsteile einer politischen Gemeinde, PG = politische Gemeinde.
| Grenzort   | Bemerkung                        |
| ---------- | -------------------------------- |
| Silenen    | OT Bristen, Amsteg, Ried         |
| Gurtnellen | OT Gurtnellen, Wiler, Obermatten |
| Wassen     |                                  |
| Göschenen  |                                  |
| Andermatt  | Auch IT.                         |
| Hospental  | IT.                              |
| Realp      | IT.                              |
| Tiefenbach | IT. PG Realp                     |

## Schweiz (Kantone Wallis und Tessin) und Italien (Regionen Piemont und Aostatal)

### Kanton Wallis, Region Piemont und Kanton Tessin, Höchstalemannisch zu Italienisch
Abkürzungen: PM = Region Piemont, TI = Kanton Tessin (Ticino), EX = Exklave, OT = Ortsteile einer politischen Gemeinde, PG = politische Gemeinde, NA = nichtalemannische politische Gemeinde.
| Grenzort            | Bemerkungen                                              |
| ------------------- | -------------------------------------------------------- |
| Oberwald            | OT Unterwassern und Oberwald                             |
| Obergesteln         |                                                          |
| Ulrichen            |                                                          |
| Formazza (Pomatt)   | PM.                                                      |
| Bosco-Gurin         | TI.                                                      |
| Salecchio (Saley)   | PM. PG Premia NA.                                        |
| Agaro (Ager)        | PM. PG Premia NA. Im Stausee Lago di Agaro verschwunden. |
| Binn                |                                                          |
| Heiligkreuz         | PG Binn                                                  |
| Rosswald            | PG Termen                                                |
| Simplon             |                                                          |
| Gondo               | PG Zwischbergen                                          |
| Zwischbergen        |                                                          |
| Saas Almagell       |                                                          |
| Macugnaga (Maggana) | PM.                                                      |
| Rimella (Remmalju)  | PM. EX.                                                  |
| Rima (Arimmu)       | PM.                                                      |
| Alagna (Lannja)     | PM.                                                      |
| Riva (Rifu)         | PM.                                                      |

### Region Aostatal, Höchstalemannisch zu Italienisch und Französisch
Abkürzungen: EX = Exklave.
| Grenzort                          | Bemerkung |
| --------------------------------- | --------- |
| Issime (Eischeme)                 | EX (Gaby) |
| Gressoney-Saint-Jean (Greschunei) |           |
| Gressoney-La-Trinité (Greschunei) |           |

### Kanton Wallis, Höchstalemannisch zu Französisch
Abkürzungen: PG = politische Gemeinde.
| Grenzort  | Bemerkungen |
| --------- | ----------- |
| Zmutt     | PG Zermatt  |
| Zermatt   |             |
| Täsch     |             |
| Randa     |             |
| Meiden    | PG Oberems  |
| Oberems   |             |
| Agarn     |             |
| Pletschen | PG Leuk     |
| Pfyn      | PG Leuk     |
| Salgesch  |             |
| Inden     |             |
| Leukerbad |             |

## Schweiz (Kantone Bern, Freiburg, Solothurn, Jura, Basel-Land)

### Kanton Bern, Höchstalemannisch zu Französisch
Abkürzungen: PG = politische Gemeinde.
| Grenzort    | Bemerkungen |
| ----------- | ----------- |
| Lenk        |             |
| Lauenen     |             |
| Gsteig      |             |
| Feutersoey  | PG Gsteig   |
| Gstaad      | PG Saanen   |
| Saanen      |             |
| Schönried   | PG Saanen   |
| Saanenmöser | PG Saanen   |
| Abländschen | PG Saanen   |

### Kantone Freiburg und Bern, Höchstalemannisch zu Französisch

#### Zwischen Jaun und Schiffenensee
Abkürzungen: PG = politische Gemeinde.
| Grenzort                         | Bemerkung | Anteil Dt. – Frz. in % |
| -------------------------------- | --- | ---------------------- |
| Jaun                             | | 90 – 10                |
| Im Fang                          | PG Jaun |                        |
| Schwarzsee                       | PG Plaffeien |                        |
| Plasselb                         | | 93 – 2                 |
| Muelers                          | PG St. Silvester |                        |
| St. Silvester                    | |                        |
| Tentlingen                       | | 87 – 10                |
| Pierrafortscha                   | Traditionell romanischsprachig. | 28 – 71                |
| Marly                            | Traditionell romanischsprachig. Im 18. und 19. Jahrhundert relativ große deutschsprachige Minderheit (1880 noch 28 %). | 17 – 93                |
| Christlisberg                    | PG St. Ursen |                        |
| St. Ursen                        | | 90 – 9                 |
| Römerswil FR                     | PG St. Ursen |                        |
| Klein-Schönberg                  | PG Tafers |                        |
| Freiburg im Üechtland (Fribourg) | Im Mittelalter überwiegend germanischsprachig, später zunehmend romanischsprachig. 1888 noch 37 % deutschsprachig. Traditionelle deutsche Ortsnamen östlich der Saane/Sarine (Windig, Pfaffengarten, Staberg, Schönberg, Bürglen, Breitfeld). | 21 – 64                |
| Uebewil                          | PG Düdingen |                        |
| Düdingen                         | | 90 – 5                 |

#### Zwischen Schiffenensee und Bielersee
Abkürzungen: BE = Kanton Bern. NA = (Gesamt-)Gemeinde mehrheitlich nicht alemannisch.
| Grenzort                          | Bemerkung | Anteile Dt. – Frz. in % |
| --------------------------------- | --- | ----------------------- |
| Barberêche (Bärfischen)           | NA. Im Mittelalter alemannischsprachig, später Zunahme des Romanischen. 1830–1860 zweisprachige Schule, seit etwa 1860 Gesamtgemeinde mehrheitlich französischsprachig. jedoch auch Ortsteile mit traditioneller deutschsprachiger Mehrheit, z. B. Vivers (Vivy) und Courmoen (Grimoine). | 22 – 74                 |
| Cordast                           | PG Gurmels |                         |
| Courtaman                         | PG Courtepin NA. Offiziell zweisprachig, mehrheitlich und traditionell romanischsprachig. | 44 – 55                 |
| Courtepin                         | NA. Mehrheitlich und traditionell romanischsprachig. Offiziell zweisprachig. | 26 – 58                 |
| Wallenried (Esserts)              | NA. Mehrheitlich und traditionell romanischsprachig. Offiziell zweisprachig. | 44 – 54                 |
| Guschelmuth                       | PG Gurmels |                         |
| Gurmels                           | | 93 – 4                  |
| Jeuss                             | | 91 – 4                  |
| Salvenach                         | | 97 –                    |
| Cressier                          | NA. Mehrheitlich und traditionell romanischsprachig. Nicht offiziell zweisprachig. | 40 – 54                 |
| Münchenwiler (Villars-les-Moines) | BE. Bis ins 18. Jahrhundert mehrheitlich romanischsprachig. Deutschsprachige Schule (auch für Clavaleyres) seit 1738. |                         |
| Courlevon                         | Bis ins 19. Jahrhundert mehrheitlich romanischsprachig. | 93 – 5                  |
| Courgevaux (Gurwolf)              | Bis ins 20. Jahrhundert mehrheitlich französischsprachig. Heute zweisprachige Gemeinde. | 57 – 30                 |
| Clavaleyres                       | BE. Bis ins 18. Jahrhundert mehrheitlich romanischsprachig. |                         |
| Greng                             | Bis ins 18. Jahrhundert mehrheitlich romanischsprachig. | 92 – 5                  |
| Meyriez (Merlach)                 | Ursprünglich romanischsprachig. | 81 – 14                 |
| Murten (Morat)                    | Bis etwa 17. Jahrhundert mehrheitlich romanischsprachig. | 77 – 13                 |
| Muntelier (Montilier)             | Bis etwa 17. Jahrhundert mehrheitlich romanischsprachig. Ortsname Muntelier offiziell seit 1911. | 87 – 8                  |
| Galmiz (Charmey)                  | Bis etwa 17. Jahrhundert mehrheitlich romanischsprachig. Seit 1725 keine französische Schule mehr. | 90 – 5                  |
| Kerzers                           | |                         |
| Müntschemier                      | BE. |                         |
| Ins                               | BE. |                         |
| Gampelen                          | BE. |                         |
| Gals                              | BE. |                         |
| Erlach                            | BE. |                         |

### Kantone Bern, Solothurn, Jura und Basel-Landschaft, Hochalemannisch zu Französisch
Im Schweizer Jura beschreibt die Sprachgrenze zwischen Schafis und dem Kloster Lützel einen nach Osten gerichteten Halbkreis. Sie durchzieht vor allem Gebiete des früheren Fürstbistums Basel, das in einen eidgenössischen, protestantisch gewordenen Südteil (heute Kanton Bern) und einen zum Alten Reich gehörenden, katholisch gebliebenen Nordteil zerfiel (heute Kantone Jura und Basel-Landschaft), streift aber auch Gemeinden des Berner Altkantons (am Bielersee sowie Lengnau BE) und des Kantons Solothurn. In viele romanische Orte des Fürstbistums fand bereits ab dem 16. Jahrhundert ein Zuzug deutschsprachiger Bauern und Bürger statt. Diese übernahmen oft das Romanische. Vor allem aber die auf Einzelhöfen siedelnden Täufer aus dem Emmental behielten das Deutsche. Daher ist das aus Streusiedlungen bestehende Mont-Tramelan bis heute eine mehrheitlich deutschsprachige Gemeinde mitten im Französischen. In der zweiten Hälfte des 19. Jahrhunderts verließen viele romanische Bauern ihre Höfe, um in die aufkommende Industrie zu gehen. Die frei gewordenen Höfe wurden oft von Deutschsprachigen übernommen. Aber auch in manchen neuen Industriestandorten wie Choindez überwog das Deutsche. Manche befürchteten eine Germanisierung des Berner Jura. Eine starke Zunahme des Französischen ist seitdem hingegen in Biel zu beobachten. Die im Berner Jura vorkommenden besonderen alemannischen Mundarten, wie das Bieldytsch, sind heute verschwunden, da sich der Dialekt den umgebenden Mundarten angepasst hat. In den romanischen Nachbargegenden herrschte bis ins 19. Jahrhundert das Patois vor, in abgelegeneren Gegenden wie um Pleigne oder Clos du Doubs bis ins 20. Jahrhundert.

#### Vom Bielersee bis zum Kanton Solothurn
Diese Gebiete am Südfuss des Jura gehören heute alle zum Kanton Bern. Ligerz, Twann und Tüscherz-Alfermée sowie Lengnau sind altbernische Dörfer. Alle anderen Orte gehörten zum eidgenössischen Teil des Fürstbistums Basel und kamen erst 1815 zum Kanton Bern.
| Politische Gemeinde        | Bemerkungen |
| -------------------------- | --- |
| La Neuveville (Neuenstadt) | Romanische Stadt. Der Weiler Schafis (Chavannes) frühestens im 17. Jh. deutschsprachig. |
| Ligerz (Gléresse)          | Bis ins 18. Jh. mehrheitlich französischsprachig. Die Schule bis Ende des 18. Jahrhunderts zweisprachig. |
| Twann (Douanne)            | Ortsteile Gaicht, Twannberg, Gruebmatt. Seit dem 17. Jh. deutschsprachig. |
| Tüscherz-Alfermée          | |
| Biel/Bienne                | Die Stadt ohne die Eingemeindungen war traditionell deutschsprachig. Zuwanderung Französischsprachiger seit dem 19. Jhdt., später offiziell zweisprachig. Die eingemeindeten Orte Vingelz und Bözingen (Boujean) sind traditionell deutschsprachig. |
| Evilard (Leubringen)       | Evilard und sein Weiler Macolin (Magglingen) sind traditionell romanischsprachig und heute offiziell zweisprachig. |
| Pieterlen                  | |
| Lengnau                    | |

#### Vom Jurasüdfuss bis zur Schelte
Zwischen Grenchen und Seehof folgt die Sprachgrenze der Grenze zwischen dem hier katholischen Solothurn und der fürstbischöflichen Herrschaft Moutier-Grandval (eidgenössischer, protestantisch gewordener Teil des Fürstbistums) und der Wasserscheide zwischen Aare und Birs. Mit den aus Höfen bestehenden Zwerggemeinden Seehof und Schelten (beide Herrschaft Moutier-Grandval, letzteres als Exklave) sowie der Hofsiedlung Wiler (Gemeinde Vermes, Herrschaft Delémont, katholischer Teil des Fürstbistums) steigt sie von der Wasserscheide etwas ins Einzugsgebiet der Scheltenbach hinab.
Abkürzungen: SO = Kanton Solothurn, BE = Kanton Bern, JU = Kanton Jura.
| Politische Gemeinde | Bemerkungen                                                                             |
| ------------------- | --------------------------------------------------------------------------------------- |
| Grenchen            | SO                                                                                      |
| Selzach             | SO                                                                                      |
| Gänsbrunnen         | SO                                                                                      |
| Welschenrohr        | SO                                                                                      |
| Seehof              | BE. Seit 18. Jh. deutschsprachig.                                                       |
| Vermes              | JU. Romanisches Dorf. Der Ortsteil Envelier (dt. Wiler, auch Im Wiler) deutschsprachig. |
| Schelten            | BE. Seit 17. Jh. deutschsprachig.                                                       |

#### Über die Birs in den Südteil des Lützeler Klosterstaates
Hier folgt die Sprachgrenze mit einer Ausnahme zuerst wiederum der Wasserscheide und der solothurnischen Grenze und zieht dann vor allem durch die westlichen und nördlichen Randbereiche der fürstbischöflichen Herrschaft Delémont. Dabei quert sie Birs und Lützelbach. Zur Herrschaft Delémont gehörte auch der fürstbischöfliche Teil des Territoriums des zweisprachigen Klosters Lützel, der vor etwa 200 Jahren auf die romanischen Gemeinden Pleigne, Bourrignon und Charmoille aufgeteilt wurde (vgl. auch folgendes Kapitel).
Abkürzungen: SO = Kanton Solothurn, JU = Kanton Jura, BL = Kanton Basel-Landschaft
| Politische Gemeinde | Bemerkung |
| ------------------- | --- |
| Beinwil             | SO |
| Montsevelier        | JU. Der Hof Greierli/Greierlet ist laut Müller seit dem 17. Jhdt. deutschsprachig. |
| Erschwil            | SO |
| Grindel             | SO |
| Bärschwil           | SO |
| Vicques             | JU. Romanische Gemeinde. Im Norden des Gemeindegebiets der Ort Retemberg. |
| Courroux            | JU. Romanische Gemeinde. Im Westen des Gemeindegebiets die Orte Haseburg, Nesselhof, Schlössli, Hindere Rohrberg, Pierreberg und Horniberg. Laut Müller sind Rohrberg und Nesselhof seit längerem deutschsprachig. |
| Soyhières           | JU. Romanische Gemeinde. Der bis 1856 zu Courroux zählende Weiler Riedes-Dessus (Oberriederwald) laut Müller deutschsprachig. |
| Liesberg            | BL. Zur Gemeinde gehören die Orte (Nieder-)Riederwald und Vordere Rohrberg. |
| Kleinlützel         | SO |
| Roggenburg          | BL |
| Ederswiler          | JU. Bis ins 17. Jh. mehrheitlich romanischsprachig. Flurnamen 2005: Halle, Hagimatt, Lob, Zilbrugg (bis 2004)/Silbrugg (2005–2011)/Ziehlbruck (seit 2012), Berg, Chüeweid, Gros Pré, Risel, Habschälle, Hinderi Wältschimatt, Landei, Tschentmung.                                                                                                   |
| Movelier            | JU. Romanische Gemeinde. Im Westen des Gemeindegebiets Mitte des 20. Jhdt. zwei deutschsprachige Höfe: Prés Strayait (Streuematten) und La Réselle (Riesel). |
| Pleigne             | JU. Romanische Gemeinde. Nach Pleigne wurde nach der Aufhebung des Klosters Lützel ein Großteil dessen Territoriums eingemeindet. Die Aussenhöfe mit wechselnden Sprachverhältnissen. Mitte des 20. Jhdt. fünf deutschsprachige Höfe: Löwenburg JU, Moulin Neuf (Neumühle), Derrie le Tchété (Hinterschloss), Selle au Roi (Richterstuhl) und Forme. |
| Bourrignon          | JU. Romanische Gemeinde. Nahm kleinen Teil der Lützeler Klostergemarkung auf (Le Moulin und Combe Juré). Mitte des 20. Jhdt. fünf deutschsprachige Höfe: Chésel, Mermets Dessous, Mont, Les Plainbois, Bellevue. |
| Charmoille          | JU. Romanische Gemeinde. Nahm kleinen Teil der Lützeler Klostergemarkung auf (Mont Lucelle und Le grand Pré). |

## Frankreich (Départements Haut-Rhin und Bas-Rhin sowie Region Lothringen)

### Département Haut-Rhin, Hochalemannisch zu Französisch
Hier verläuft die Sprachgrenze teilweise entlang der schweizerisch-französischen Staatsgrenze, ansonsten mitten durch den althabsburgischen Sundgau, der 1648 zum Königreich Frankreich kam (auch das heutige Territoire de Belfort gehörte zum Sundgau). Courtavon und Levoncourt, im Zwickel zwischen Sprach- und Staatsgrenze, waren im Mittelalter alemannischsprachig.
Das Kloster Lützel (1123/1124–1792) hatte einen zweisprachigen, aber überwiegend deutschsprachigen Konvent; die Entwicklung der Gemeindegebietsgrenzen um Lützel ist unklar. Die Klostergebäude Lützels lagen beiderseits der Grenze zwischen dem Fürstbistum Basel im Süden (heute Schweiz) und der Grafschaft Pfirt im Norden (1324 Vorderösterreich, 1648 Frankreich). Landesherrschaft konnte Lützel nicht ausbilden, vermutlich aber ein Exemptionsgebiet um das Kloster herum. 1757 wurde die Grenze zwischen Frankreich und Basel leicht nach Süden verlagert, so dass die Klostergebäude vollständig auf französischem Gebiet zu liegen kamen. Die heute zu Pleigne gehörenden Aussenhöfe gehörten (mit Ausnahme von Forme) zur klösterlichen Exemption und wurden nach der Aufhebung des Klosters Lützel 1792 mit der Gemarkung von Pleigne zusammengelegt. Vermutlich die nördlichen, französischen Teile der Lützeler Exemption mit den Klostergebäuden bilden heute die elsässische Zwerggemeinde Lucelle; wohl ein kleiner Zipfel im Westen des Klostergebietes kam zur Schweizer Gemeinde Charmoille.
| Grenzort       | standarddt. Name | Bemerkungen |
| -------------- | ---------------- | --- |
| Lucelle        | Lützel           | Siehe Anmerkungen zu Lützel und Kloster Lützel oben. Die Flur- und Ortsnamen des Gemeindegebiets: Largwald, Dielenrain, Sägergraben, Sägerkopf, Pfaffenloch, Kohlberg, Kapellenkopf, Riesenkopf, Grabenfeld, St-Pierre. |
| Oberlarg       |                  | Im Gemeindegebiet die Orte Morimont (Hof und Burg), Roche au Corbeau, Rocher de la Sorciere, Les Ebourbettes, La Vacherie, Gimnes und Séveran.                                                                          |
| Levoncourt     | Luffendorf       | Romanische Gemeinde. Im Mittelalter germanischsprachig. |
| Courtavon      | Ottendorf        | Romanische Gemeinde. Im Mittelalter germanischsprachig. Im Gemeindegebiet die Orte Frohrain, Rohr, Grisrain und Schweizerwald.                                                                                          |
| Liebsdorf      |                  | |
| Pfetterhouse   | Pfetterhausen    | |
| Seppois-le-Bas | Niedersept       | |
| Ueberstrass    | Überstrass       | |
| Friesen        |                  | |

### Département Haut-Rhin, Oberrheinalemannisch zu Französisch

#### Burgundische Pforte
In der Burgundischen Pforte, dieser offenen Torlandschaft zwischen Alemannien und Burgund, Rhein und Saône, Jura und Vogesen, verläuft die Sprachgrenze in Nachbarschaft zur Wasserscheide zwischen Nordsee und Mittelmeer. Zudem ist sie teilweise deckungsgleich mit der heutigen Départementalgrenze (die wiederum auf die von 1871 bis 1918 gültige Staatsgrenze zurückgeht), teilweise zieht sie etwas östlich davon. Westlich wie östlich der Sprachgrenze gehörte das Gebiet bis 1648 zum althabsburgischen Sundgau, danach zum Königreich Frankreich.
| Grenzort      | standarddt. Name | Bemerkungen |
| ------------- | ---------------- | --- |
| Hindlingen    |                  | |
| Strueth       | Strüth           | |
| Saint-Ulrich  | St. Ulrich       | |
| Altenach      |                  | |
| Manspach      | Mansbach         | |
| Retzwiller    | Retzweiler       | |
| Elbach        | Ellbach          | |
| Bréchaumont   | Brückensweiler   | Der Hof Les Bas Champs mit den Fluren La Renardière, Raybois und Haute Vie sowie Notre-Dame de Bellefontaine mglw. traditionell romanischsprachiges Gebiet. |
| Guevenatten   | Gevenatten       | |
| Sternenberg   |                  | |
| Soppe-le-Bas  | Niedersulzbach   | |
| Soppe-le-Haut | Obersulzbach     | |
| Mortzwiller   | Morzweiler       | |

#### Dollertal
Das Dollertal, südlichstes der zum Rhein entwässernden Vogesentäler, gehörte zum Herrschaftsgebiet des Klosters Masmünster. Dieses war bis 1648 landsässiges Kloster Vorderösterreichs und kam dann an das Königreich Frankreich.
Abkürzungen: Gde. = Gemeinde.
| Grenzort   | standarddt. Name | Bemerkungen  |
| ---------- | ---------------- | ------------ |
| Masevaux   | Masmünster       |              |
| Kirchberg  |                  |              |
| Dolleren   | Dollern          |              |
| Sewen      |                  |              |
| Oberbruck  |                  |              |
| Ermensbach |                  | Gde. Rimbach |
| Rimbach    |                  |              |

#### Thurtal
Das Thurtal gehörte als Amt Sankt Amarin zur Fürstabtei Murbach. Murbach lag im nördlich benachbarten, aber nicht an den Vogesenhauptkamm stoßenden Lauchtal, war Reichskloster und wurde unterstand seit 1680 dem Königreich Frankreich. Im Zuge der Französischen Revolution kam das Territorium Murbachs endgültig zu Frankreich.
Abkürzungen: Gde. = Gemeinde.
| Grenzort     | standarddt. Name | Bemerkungen                                                  |
| ------------ | ---------------- | ------------------------------------------------------------ |
| Storckensohn | Storkensauen     |                                                              |
| Urbès        | Urbis            |                                                              |
| Fellering    | Felleringen      | Der Col d'Oderen liegt auf dem Gemeindegebiet von Fellering. |
| Thalhorn     |                  | Gde. Fellering                                               |
| Kruth        | Krüt             |                                                              |
| Wildenstein  |                  |                                                              |

#### Münstertal
Die folgenden Orte des Münstertals gehörten zum Territorium der im Zehnstädtebund organisierten Reichsstadt Münster oder zur Grafschaft Rappoltstein und kamen in der zweiten Hälfte des 17. Jahrhunderts an das Königreich Frankreich.
Abkürzungen: Gde. = Gemeinde.
| Grenzort    | standarddt. Name | Bemerkungen                                                                 |
| ----------- | ---------------- | --------------------------------------------------------------------------- |
| Metzeral    |                  | Auch das Gemeindegebiet von Mittlach ist hier von dem von Metzeral umgeben. |
| Stosswihr   | Stossweier       |                                                                             |
| Rosselwasen |                  | Gde. Stosswihr                                                              |
| Soultzeren  | Sulzern          |                                                                             |
| Hohrod      |                  |                                                                             |
| Gunsbach    | Günsbach         |                                                                             |
| Wihr-au-Val | Weier im Tal     |                                                                             |
| Walbach     |                  |                                                                             |

#### Mittelelsässische Ebene
Zwischen Münstertal und Breuschtal liegt die traditionelle romanisch-germanische Sprachgrenze weit östlich des Vogesenhauptkamms, zwischen Türkheim und Kestenholz liegen die „Grenzorte“ sogar östlich des Waldgebiets der Vogesen selbst. Das Gebiet bis zur heutigen Départementalgrenze war bis zur beginnenden französischen Landeshoheit im 17. Jahrhundert bzw. bis zur Französischen Revolution politisch stark gegliedert (unter anderem Reichsstadt Türkheim, Herzogtum Württemberg, Grafschaft Rappoltstein, Herzogtum Lothringen). Das westlich der traditionellen Sprachgrenze im Vallée de la Lièpvrette (Lebertal) liegende Sainte-Marie-aux-Mines (Markirch) erhielt erst durch Bergbau und industrielle Revolution eine kurzfristige nennenswerte deutschsprachige Zuwanderung.
Abkürzungen: Gde. = Gemeinde.
| Grenzort           | standarddt. Name | Bemerkungen |
| ------------------ | ---------------- | --- |
| Turckheim          | Türkheim         | |
| Ammerschwihr       | Ammerschweier    | |
| Kaysersberg        |                  | |
| Riquewihr          | Reichenweier     | |
| Ursprung           |                  | Gde. Riquewihr |
| Bilsteinthal       |                  | Gde. Riquewihr |
| Ribeauvillé        | Rappoltsweiler   | |
| La Grande Verrerie | Glashütte        | Gde. Ribeauvillé |
| St-Hippolyte       | St. Pilt         | Waldgebiete im Lebertal (nördlich des Tännchel, um Mollenbach und um den Kälbling) gehören als Exklave zu St-Hippolyte. |

### Département Bas-Rhin, Oberrheinalemannisch zu Französisch, Orschweiler bis Weilertal
Im Bereich der Mündung des Lebertals in die oberrheinische Ebene fällt die Sprachgrenze mit der Départementalgrenze zusammen. – Im Weilertal, das bis ins 17. Jahrhundert geteilt war zwischen bischöflich-straßburgischem Territorium im Süden und vorderösterreichischem Gebiet im Norden und Westen (Albrechtstal), verläuft die Sprachgrenze unbeachtet dieser historischen politischen Grenzen quer durch den Talbereich.
Abkürzungen: Gde. = Gemeinde.
| Grenzort      | standarddt. Name             | Bemerkungen |
| ------------- | ---------------------------- | --- |
| Orschwiller   | Orschweiler                  | |
| Kintzheim     | Kinzheim                     | |
| Vancelle      | Wanzel                       | |
| Neubois       | Gereuth (Krüt)               | |
| Neuve-Église  | Neukirch                     | |
| Breitenau     |                              | Trotz des deutschen Ortsnamens traditionell vor allem romanischsprachige Bevölkerung. 1887 100 Patois-sprechende Familien und sieben deutschsprechende Familien. |
| Villé         | Weiler                       | |
| Bassemberg    | Bassenberg                   | |
| St-Martin     | St. Martin                   | |
| Maisonsgoutte | Meisengut / Meisengott (sic) | Trotz des romanischen Namens gehört Maisonsgoutte zu den traditionell germanischsprachigen Orten. |
| Wagenbach     |                              | Gde. Maisonsgoutte |
| Steige        |                              | Steige war bis zum Dreißigjährigen Krieg (1618–1648) germanischsprachig; viele der den Hauptort umgebenden Weiler auf Gemeindegebiet sind aber wohl stets romanisch geblieben. Nach dem Dreißigjährigen Krieg Wiederbesiedlung des durch den Krieg weitgehend entvölkerten Dorfs mit mehrheitlich französischsprachigen Kolonisten aus der Schweiz, aus Lothringen, aus der Provence, aus der Picardie und aus Holland (vgl. Erläuterungen im nächsten Abschnitt). |
| Kriegersmatt  |                              | Gde. Breitenbach |
| Breitenbach   |                              | |

### Département Bas-Rhin, Oberrheinalemannisch zu Französisch bzw. Rheinfränkisch, Weilertal bis Breuschtal
Vor allem in Lothringen, aber auch in den unterelsässischen Vogesen, verschob sich die meist viele Jahrhunderte stabile Zone romanisch-germanischer Sprachberührung im 17. Jahrhundert mehr oder weniger stark nach Nordosten. Vermutlich ist eine der wichtigsten Ursachen in der Entsiedelung durch den Dreißigjährigen Krieg und der anschließenden Neubesiedlung durch romanisch Sprechende zu suchen. Die frühere „Grenze“ ist teilweise nur schwer festzustellen.
Die erste Tabelle zeigt die Grenzorte zwischen dem Weilertal (Val de Villé) und dem Breuschtal (Vallée de la Bruche) seit dem 17. Jahrhundert, angrenzend an (sprachlich und politisch) „neufranzösisches“ Gebiet; die zweite Tabelle die vermutlichen Grenzorte bzw. Grenzgegenden in der Zeit davor.

#### Grenzorte seit 17. Jh. (Oberrheinalemannisch zu Französisch)
Im Gebiet des Steintals (Ban de la Roche) blieb nur das katholische, bischöflich-straßburgische Natzweiler mit dem Gebiet des späteren Konzentrationslagers Struthof alemannischsprachig; die restlichen Dörfer, die ganz überwiegend zum evangelischen Fürstentum Pfalz-Veldenz gehörten, wurden romanischsprachig. Im restlichen Breuschtal unterhalb Schirmecks verläuft die Grenze durch bischöflich-straßburgisches Gebiet, welches im 17. Jahrhundert wie fast das ganze heutige Elsass unter königlich-französische Landeshoheit kam.
Abkürzungen: Gde. = Gemeinde.
| Grenzort     | standarddt. Name | Bemerkungen              |
| ------------ | ---------------- | ------------------------ |
| Hohwald      |                  |                          |
| Natzwiller   | Natzweiler       |                          |
| Struthof     |                  | Gde. Natzwiller          |
| Muckenbach   |                  | Gde. Grendelbruch        |
| Grendelbruch |                  |                          |
| Bachmatten   |                  | Gde. Muhlbach-sur-Bruche |

#### Ab dem 17. Jh. französischsprachig (davor Oberrheinalemannisch zu Französisch bzw. Rheinfränkisch)
Auch der frühere Grenzbereich verläuft meist nicht auf dem Vogesenhauptkamm, sondern quer durchs Breuschtal. Allerdings ist von einem Sprachgrenzsaum, von einem Übergangsgebiet auszugehen, in dem auf vielen Gemeindegebieten germanisch- und romanischsprechende Bevölkerung lebte. Auch die Flur- und Ortsnamen legen dies nahe. Dies betrifft vor allem die entlegenen Gebiete westlich der oberen Breusch (Gemeindegebiete von Plaine und La Broque), die bis 1871 nicht zum Elsass, sondern zu Lothringen gehörten. Die dauernd romanischsprachigen Gemeinden im obersten Talbereich (Saulxures, Colroy, Ranrupt, Bourg und Saales) gehörten zu Vorderösterreich (bis 1648) oder zur Grafschaft Salm (bis 1793). Auch Grandfontaine, dessen Territorium 1871 auf merkwürdige Weise zuungunsten der Territorien von Raon-lès-Leau und Raon-sur-Plaine erweitert wurde, lag wohl außerhalb des germanisch-romanischen Berührungsgebiets. Die früher germanischsprachigen (rheinfränkischen) Gemeinden im westlich sich anschließenden Lothringen sind Turquestein-Blancrupt (Bistum Metz) und Saint-Quirin (Herzogtum Lothringen). In der Tabelle sind nicht nur Grenzorte, sondern alle Orte des Gebiets aufgeführt, das im 17. Jahrhundert von einem mehr oder weniger stark ausgeprägten Sprachwechsel erfasst wurde.
Abkürzungen: RF = Grenzort zum Rheinfränkischen, OT = Ortsteil, Gde. = Gemeinde.
| Ort mit Sprachwechsel | standarddt. Name | Bemerkungen                               |
| --------------------- | ---------------- | ----------------------------------------- |
| Steige                |                  |                                           |
| Haut de Steige        | Obersteige       | Gde. Steige                               |
| Bellefosse            | Schöngrund       |                                           |
| Blancherupt           | Bliensbach       |                                           |
| St-Blaise-la-Roche    | Helmsgreuth      |                                           |
| Belmont               | Schönenberg      |                                           |
| Waldersbach           |                  |                                           |
| Fouday                | Urbach           |                                           |
| Plaine                | Blen             | OT Plaine, Champenay, Diespach            |
| Solbach               |                  |                                           |
| Neuviller-la-Roche    | Neuweiler        |                                           |
| Wildersbach           |                  |                                           |
| Rothau                |                  |                                           |
| La Broque             | Vorbruck         | OT Les Quelles, Salm, Fréconrupt, Albet   |
| Schirmeck             |                  |                                           |
| Wackenbach            |                  | Gden Schirmeck und La Broque (Vacquenoux) |
| Barembach             | Bärenbach        |                                           |
| Russ                  |                  |                                           |
| Hersbach              |                  | RF. Gde. Wisches                          |
| Wisches               | Wisch            | RF.                                       |
| Netzenbach            |                  | RF. Gde. Wisches                          |
| Lutzelhouse           | Lützelhausen     | RF.                                       |

### Département Bas-Rhin, Oberrheinalemannisch zu Rheinfränkisch, Mühlbach bis Melch

#### Zwischen Breuschtal und Zorn
An der Nordseite des Breuschtals zieht die Sprachgrenze durch früheres bischöflich-straßburgisches Gebiet. Nördlich davon und bis in den Bereich der Zaberner Senke fällt sie nicht immer mit der westlichen Grenze zwischen den Départements Bas-Rhin und Moselle zusammen, welche auf politischen Grenzen fußt, die bis zu ihrer Schaffung im Zuge der Französischen Revolution galten. Vielmehr hat die Grenze im Bereich westlich von Saverne (Zabern) – das selbst ganz innerhalb der Grenze liegt – eine westliche Ausbuchtung in das Département Moselle hinein. Diese reicht sogar etwas über den Berglauf der Zorn hinüber. Da sie dort sogar den französischen Mundartraum berührt, isoliert sie einige Orte rheinfränkischer Zunge – den Hauptort der Gemeinde Dabo, deutsch Dagsburg, sowie die Gemeinde Walscheid – vom zusammenhängenden Gebiet dieser Mundart im nördlicheren Bereich des Départements Moselle. Auch etwas weiter nördlich liegt mit einigen Siedlungsplätzen im östlichen Teil der Gemarkung von Phalsbourg sowie dem benachbarten Dorfe Danne-et-Quatre-vents ein kleiner Streifen linkszornischen Gebietes noch im alemannischen Sprachraum.
Abkürzungen: Gde. = Gemeinde, BR = Département Bas-Rhin, MOS = Département Moselle
| Grenzort                | standarddt. Name    | Bemerkungen                         |
| ----------------------- | ------------------- | ----------------------------------- |
| Muhlbach-sur-Bruche     | Mühlbach            | BR                                  |
| Urmatt                  |                     | BR                                  |
| Oberhaslach             |                     | BR                                  |
| Windsbourg              | Windsburg           | Gde. Wangenbourg-Engenthal BR       |
| Wangenbourg             | Wangenburg          | Gde. Wangenbourg-Engenthal BR       |
| Engenthal               |                     | Gde. Wangenbourg-Engenthal BR       |
| Obersteigen             |                     | Gde. Wangenbourg-Engenthal BR       |
| La Hoube                | Hub                 | Gde. Dabo MOS                       |
| Reinhardsmunster        | Reinhardsmünster    | BR                                  |
| Hellert                 |                     | Gde. Dabo MOS                       |
| Schaeferhof             | Schäferhof          | Gde. Dabo MOS                       |
| Harreberg               | Haarberg            | MOS                                 |
| Hommert ×               |                     | MOS                                 |
| Troisfontaines ×        | Dreibrunnen         | MOS                                 |
| Biberkirch              |                     | Gde. Troisfontaines MOS             |
| Hartzviller ×           | Harzweiler          | MOS                                 |
| Guntzviller ×           | Gunzweiler          | MOS                                 |
| Arzviller ×             | Arzweiler           | MOS                                 |
| Saint-Louis ×           | Heiersberg +        | MOS                                 |
| Garrebourg              | Garburg             | MOS                                 |
| Haegen                  | Hägen               | BR                                  |
| Danne-et-Quatre-Vents × | Dann und Vierwinden | MOS                                 |
| Bois-de-Chênes × ∗      | Eichbaracken        | Gde. Phalsbourg (dt. Pfalzburg) MOS |
| Trois-Maisons ×         | Dreihäuser          | Gde. Phalsbourg MOS                 |

#### Zwischen Zabern und Baerenthal
Die Dialektgrenzen verlaufen hier durch das Département Bas-Rhin, das nach Westen ausgreift (Krummes Elsass), da die evangelischen Orte aus konfessionellen Gründen nicht einem lothringischen, katholisch dominierten Département Moselle angehören wollten. Im Bereich der hier ausgewählten Hauptdialektgrenze gehörten die als rheinfränkisch angezeigten Orte bis auf Zittersheim zu Pfalz-Zweibrücken, die als alemannisch ausgewiesenen Orte bis auf Weitersweiler zur Grafschaft Hanau-Lichtenberg oder zu den Besitzungen der Leininger.
Abkürzungen: Gde. = Gemeinde.
| Grenzort       | standarddt. Name | Bemerkungen         |
| -------------- | ---------------- | ------------------- |
| Eckartswiller  | Eckartsweiler    |                     |
| Oberhof        |                  | Gde. Eckartswiller  |
| Thomastal      |                  | Gde. Neuwiller      |
| Johannisthal   |                  | Gde. Neuwiller      |
| Weiterswiller  | Weitersweiler    |                     |
| Sparsbach      |                  |                     |
| Erckartswiller | Erkartsweiler    |                     |
| Wimmenau       |                  |                     |
| Wildenguth     |                  | Gde. Reipertswiller |
| Melch          |                  | Gde. Reipertswiller |

### Region Lothringen, Oberrheinalemannisch zu Rheinfränkisch
Die einzigen beiden traditionell alemannischsprachigen Orte des Départements Moselle gehörten zur Grafschaft Hanau-Lichtenberg, die nordwestlich liegenden Orte zu dem nach 1570 herzoglich-lothringischen Teil der Grafschaft Bitsch.
Abkürzungen: OT = Ortsteil, Gde. = Gemeinde.
| Grenzort      | standarddt. Name | Bemerkungen                  |
| ------------- | ---------------- | ---------------------------- |
| Rosselhof     |                  | Gde. Baerenthal              |
| Baerenthal    | Bärenthal        |                              |
| Philippsbourg | Philippsburg     | OT Bannstein und Rothenbourg |

### Département Bas-Rhin, Oberrheinalemannisch zu Rheinfränkisch, Neunhofen bis Beinheim
Beiderseits des meist im Elsass gelegenen Dialektgrenzbereichs zählten die Orte in der frühen Neuzeit vor allem zur Herrschaft Fleckenstein, zur Grafschaft Hanau-Lichtenberg, zur sickingischen Herrschaft Hohenburg, zu pfälzischen Territorien und zum Hochstift Speyer. Das Dorf Beinheim war Hauptort des einzigen altbadischen Besitzes im Elsass, der Herrschaft Beinheim (mit Leutenheim und Neuhäusel).

#### Zwischen Neunhofen und Hochwald
Hier fällt die ausgewählte Mundartgrenze teilweise mit der Staatsgrenze zwischen Frankreich und Rheinland-Pfalz zusammen.
Abkürzungen: Gde. = Gemeinde.
| Grenzort        | standarddt. Name               | Bemerkungen          |
| --------------- | ------------------------------ | -------------------- |
| Neunhoffen      | Neunhofen                      | Gde. Dambach         |
| Neudoerfel      | Neudörfel                      | Gde. Dambach         |
| Obersteinbach   |                                |                      |
| Niedersteinbach |                                |                      |
| Wengelsbach     |                                | Gde. Niedersteinbach |
| Fleckenstein    |                                | Gde. Lembach         |
| Froensburg      | Frönsburg                      | Gde. Lembach         |
| Wingen          |                                |                      |
| Petit Wingen    | Kleinwingen (auch „Neudörfel“) | Gde. Wingen          |
| Climbach        | Klimbach                       |                      |

#### Zwischen Hochwald und Rhein
Hier verlaufen die Hauptdialektgrenzen etwas nördlich des oft als Dialektgrenzgebiet genannten Hagenauer Waldes und etwas südlich der hier erst 1815 so festgelegten Staatsgrenze. Im 19. und 20. Jahrhundert haben sich vielleicht aufgrund der Grenzlage einige wenige als alemannisch geltende Sprachmerkmale nach Norden bewegt.
Abkürzungen: Gde. = Gemeinde, NA = nichtalemannische Gemeinde.
| Grenzort                                                  | standarddt. Name        | Bemerkungen             |
| --------------------------------------------------------- | ----------------------- | ----------------------- |
| (Gebiet Kirchspielwald südlich des Col du Pfaffenschlick) | Gde. Soultz-sous-Forêts |                         |
| Memmelshoffen                                             | Memmelshofen            |                         |
| Retschwiller                                              | Retschweiler            |                         |
| Hermerswiller                                             | Hermersweiler           | Gde. Hoffen NA.         |
| Hohwiller                                                 | Hohweiler               | Gde. Soultz-sous-Forêts |
| Kuhlendorf                                                | Kühlendorf              | Gde. Betschdorf         |
| Rittershoffen                                             | Rittershofen            |                         |
| Hatten                                                    |                         |                         |
| Forstfeld                                                 |                         |                         |
| Beinheim                                                  |                         |                         |

### 2000er Jahre
- Jean-Jacques Furer: Die aktuelle Lage des Romanischen, Neuchâtel 2005, hrsg. vom Bundesamt für Statistik [Ergebnisse der Eidgenössische Volkszählung 2000 und jüngerer Umfragen zur Lage des Romanischen in Graubünden; enthält auch detaillierte Beschreibung des traditionell rätoromanischsprachigen Gebiets Graubündens (TR)]
- Der Landkreis Rastatt, Stuttgart 2005 [zum Norden des Oberrheinalemannischen in Baden]
- Moderne Dialekte – neue Dialektologie. Akten des 1. Kongresses der Internationalen Gesellschaft für Dialektologie des Deutschen (IGDD) am Forschungsinstitut für Deutsche Sprache „Deutscher Sprachatlas“ der Philipps-Universität Marburg vom 5.–8. März 2003, / hrsg. von Eckhard Eggers, Stuttgart 2005
- Arnulf Krause: Die Geschichte der Germanen, Frankfurt/Main u. a. 2005
- Heinrich Löffler: Sprachforschung im Grenzbereich, Tübingen 2004
- Alemannisch im Sprachvergleich. Beiträge zur 14. Arbeitstagung für Alemannische Dialektologie in Männedorf (Zürich) vom 16.–18. September 2002, hrsg. von Elvira Glaser, Stuttgart 2004
- Marthe Philipp, Erich Wieder: Sein und Haben im elsass-lothringischen Mundartraum, Stuttgart 2002
- Paul Zinsli: Walser Volkstum in der Schweiz, in Vorarlberg, Liechtenstein und Italien. Erbe, Dasein, Wesen. Frauenfeld 1968; 7. erg. A. Chur 2002
- Philipp Haselbach: Zwischen Linie und Zone. Freiburgs Sprachgrenze in der Zeit von 1890–1960. Ein Beitrag zur kantonalen Sprachgeschichte, Freiburg 2001
- Werner König: dtv-Atlas zur deutschen Sprache, 13. durchgesehene Auflage, München 2001
- Dialektologie zwischen Tradition und Neuansätzen. Beiträge der Internationalen Dialektologentagung, Göttingen, 19.–21. Oktober 1998, hrsg. von Dieter Stellmacher, Stuttgart 2000
- Vom Mittelalter zur Neuzeit, hrsg. von Dorothea Klein u. a., Wiesbaden 2000 [Artikel von Werner Wegstein]
- Frank Siegmund: Alemannen und Franken, Berlin 2000

### 1990er Jahre
- Peter Zürrer: Sprachinseldialekte. Walserdeutsch im Aostatal (Italien), Aarau 1999
- Colette Méchin: Frontière linguistique et frontière des usages en Lorraine, Nancy 1999
- Syntax und Stilistik der Alltagssprache. Beiträge der 12. Arbeitstagung zur alemannischen Dialektologie, 25. bis 29. September 1996 in Ellwangen/Jagst, hrsg. von Arno Ruoff und Peter Löffelad, Tübingen 1997
- Rainald Bücherl: Dialektwandel und Sprachvariation als didaktisches Problem. Eine Bestandsaufnahme im bairisch-schwäbischen (lechrainischen) Übergangsdialekt, Regensburg 1995
- Arno Ruoff: Die fränkisch-alemannische Sprachgrenze, Tübingen 1992

### 1980er Jahre
- Heinrich Kleine: Phonologische und statistisch-dialektgeographische Untersuchungen an nordelsässischen Ortsdialekten, Stuttgart 1989 [darin: oberrheinalem.-rheinfränk. Dialektgrenze im Nordelsass]
- Johannes Künzig: Die alemannisch-schwäbische Fasnet, 3. A.: Veränd. Nachdr. d. Ausg. Freiburg im Breisgau 1950, Freiburg im Breisgau 1989
- Karlheinz Jakob: Dialekt und Regionalsprache im Raum Heilbronn. Zur Klassifizierung von Dialektmerkmalen in einer dialektgeographischen Übergangslandschaft, Marburg 1985
- Hugo Steger: Raumgliederung der Mundarten. Vorstudien zur Sprachkontinuität im deutschen Südwesten, Stuttgart 1983
- Werner Besch u. a. (Hrsg.): Dialektologie. Ein Handbuch zur deutschen und allgemeinen Dialektforschung, Berlin u. a. 1982–83 (?)
- Gerhard Binggeli: Vom Jura zum Matterhorn der deutsch-französischen Sprachgrenze entlang, Zürich 1982
- Peter Wiesinger: Bibliographie zur Grammatik der deutschen Dialekte, Bern 1982
- Werner König: Bayerns Mundarten, München 1980
- Renate Schrambke: Die sprachliche Stufenlandschaft am mittelbadischen Oberrhein, Freiburg i. Br. 1980

### 1945 bis 1970er Jahre
- Elisabetta Fazzini Giovannucci: Die alemannischen Dialekte im westlichen Norditalien, Wiesbaden 1978
- Rudolf Freudenberg: Der alemannisch-bairische Grenzbereich in Diachronie und Synchronie, Marburg 1974
- Bruno Roth: Die romanisch-deutsche Sprachgrenze im Murtengebiet während des XV. Jahrhunderts, Freiburg 1965
- August Gabler: Die alamannische und fränkische Besiedlung der Hesselberglandschaft, Augsburg 1961
- Karl Bohnenberger: Die alemannische Mundart. Umgrenzung, Innengliederung und Kennzeichnung, Tübingen 1953
- C. A. Müller: Das Buch vom Berner Jura, Derendingen 1953, S. 220–239.
- Hermann Weigold: Untersuchungen zur Sprachgrenze am Nordufer des Bielersees, Bern 1948
- Bruno Boesch: Untersuchungen zur alemannischen Urkundensprache des 13. Jahrhunderts. Laut- und Formenlehre, Bern 1946

### Vor 1945
- Eduard Friedrich Nübling: Die „Dreistammesecke“ in Bayern (Schwäbisch – Bairisch – Fränkisch) in sprachlicher und geschichtlicher Betrachtung, Augsburg 1938
- Georg Moser: Studien zur Dialektgeographie des Staudengebietes und des anstossenden Lechrains, Marburg 1936
- Karl Bohnenberger: Über die Ostgrenze des Alemannischen, Halle (Saale) 1928
- Eberhard Kranzmayer: Die schwäbisch-bayrischen Mundarten am Lechrain mit Berücksichtigung der Nachbarmundarten, München 1927
- Jakob Zimmerli: Die deutsch-französische Sprachgrenze in der Schweiz, drei Bände, Basel 1891–1899
- Constant This: Die deutsch-französische Sprachgrenze im Elsass, Strasburg 1888
- Constant This: Die deutsch-französische Sprachgrenze in Lothringen, Strasburg 1887

### Sprachatlanten
- Werner König, Manfred Renn: Kleiner Sprachatlas von Bayerisch-Schwaben (KSBS), Augsburg 2007 (2. Auflage)
- Werner König, Manfred Renn: Kleiner bayerischer Sprachatlas (KBSA), München 2006
- Hubert Klausmann u. a.: Kleiner Dialektatlas. Alemannisch und Schwäbisch in Baden-Württemberg, Waldkirch 2001
- Werner König, Renate Schrambke: Die Sprachatlanten des schwäbisch-alemannischen Raumes. Baden-Württemberg, Bayerisch-Schwaben, Elsass, Liechtenstein, Schweiz, Vorarlberg, Bühl 1999
- Bayerischer Sprachatlas (BSA):
  - Sprachatlas von Bayerisch-Schwaben, 1996ff.
  - Sprachatlas von Mittelfranken, 2003ff.
  - Sprachatlas von Oberbayern, 2005ff.
- Südwestdeutscher Sprachatlas, seit 1989
- Atlas de la langue française, Paris 1995
- Werner König: Atlas zur Aussprache des Schriftdeutschen in der Bundesrepublik Deutschland, Ismaning 1989
- Vorarlberger Sprachatlas. Mit Einschluss des Fürstentums Liechtenstein, Westtirols und des Allgäus (VALTS), 1985–2005
- Kleiner deutscher Sprachatlas, 1984–1999
- Wolfgang Kleiber u. a.: Historischer südwestdeutscher Sprachatlas. Aufgrund von Urbaren des 13.–15. Jh., Bern u. a. 1979
- Atlas Linguistique et Ethnographique de l’Alsace, Strasburg 1969 ff.
- Tirolischer Sprachatlas, 1965–1971
- Sprachatlas der deutschen Schweiz, 1962–2003
- Deutscher Sprachatlas, aufgrund des Sprachatlas des Deutschen Reichs von Georg Wenker begonnen von Ferdinand Wrede, fortges. von Walther Mitzka und Bernhard Martin, Marburg 1927–1956

### Geschichts- und andere Atlanten mit Sprachgeographie
- Historischer Strukturatlas der Schweiz, Baden 2001
- Historischer Atlas von Baden-Württemberg, 1976–1988
- Historischer Atlas der Schweiz, hrsg. von Hektor Ammann und Karl Schib, 2. Aufl., Aarau 1958
- Historischer Atlas von Bayerisch-Schwaben, 1. Aufl. 1955, 2. Aufl. seit 1982
- Historischer Atlas von Bayern, seit 1945 (Online-Versionen vergriffener Ausgaben)
- Georg Wolfram, Werner Gley: Elsass-Lothringischer Atlas, Frankfurt a. M. 1931
- Historischer Atlas der österreichischen Alpenländer, 1906–1959

### Zeitschriften
- Beiträge zur deutschen Philologie (BDPH)
- Beiträge zur schweizerdeutschen Grammatik (BSG)
- Beiträge zur schweizerdeutschen Mundartforschung (BSM)
- Deutsche Dialektographie (bis Band 100 „Deutsche Dialektgeographie“) (DDG)
- Germanisch-romanische Monatszeitschrift (GRM)
- Teuthonista
- Zeitschrift für Dialektologie und Linguistik (ZDL)
- Zeitschrift für deutsche Mundarten (ZDM)
- Zeitschrift für deutsche Philologie (ZDPH)
- Zeitschrift für deutsche Sprache (ZDS)
- Zeitschrift für Germanistik und Linguistik (ZGL)
- Zeitschrift für hochdeutsche Mundarten (ZHM)
- Zeitschrift für Mundartforschung (ZMF)